# Stora Lassåna
Stora Lassåna är en bruksherrgård i Ramundeboda socken, i Laxå kommun i Närke.
Stora Lassåna är centrum i ett bruksimperium i Tiveden. Det grundades av Anders Boij och hans son Anton, adlad von Boij.
De första bruksprivilegierna beviljades 1638 till en faktor Anders Nilsson från Arboga. De avsåg då en hammare och en masugn i Snavlunda socken. 1642 kom Anders Boij in som kompanjon. Redan 1640 rasade masugnen, men kompanjonerna fick nya privilegier 1643. De omfattade dels en masugn i Markebäck och dels två hammare i Lassåna och Röfors.

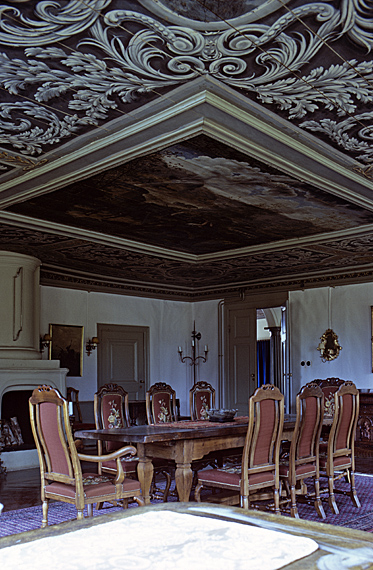
Ett av matsalsrummen på herrgården.

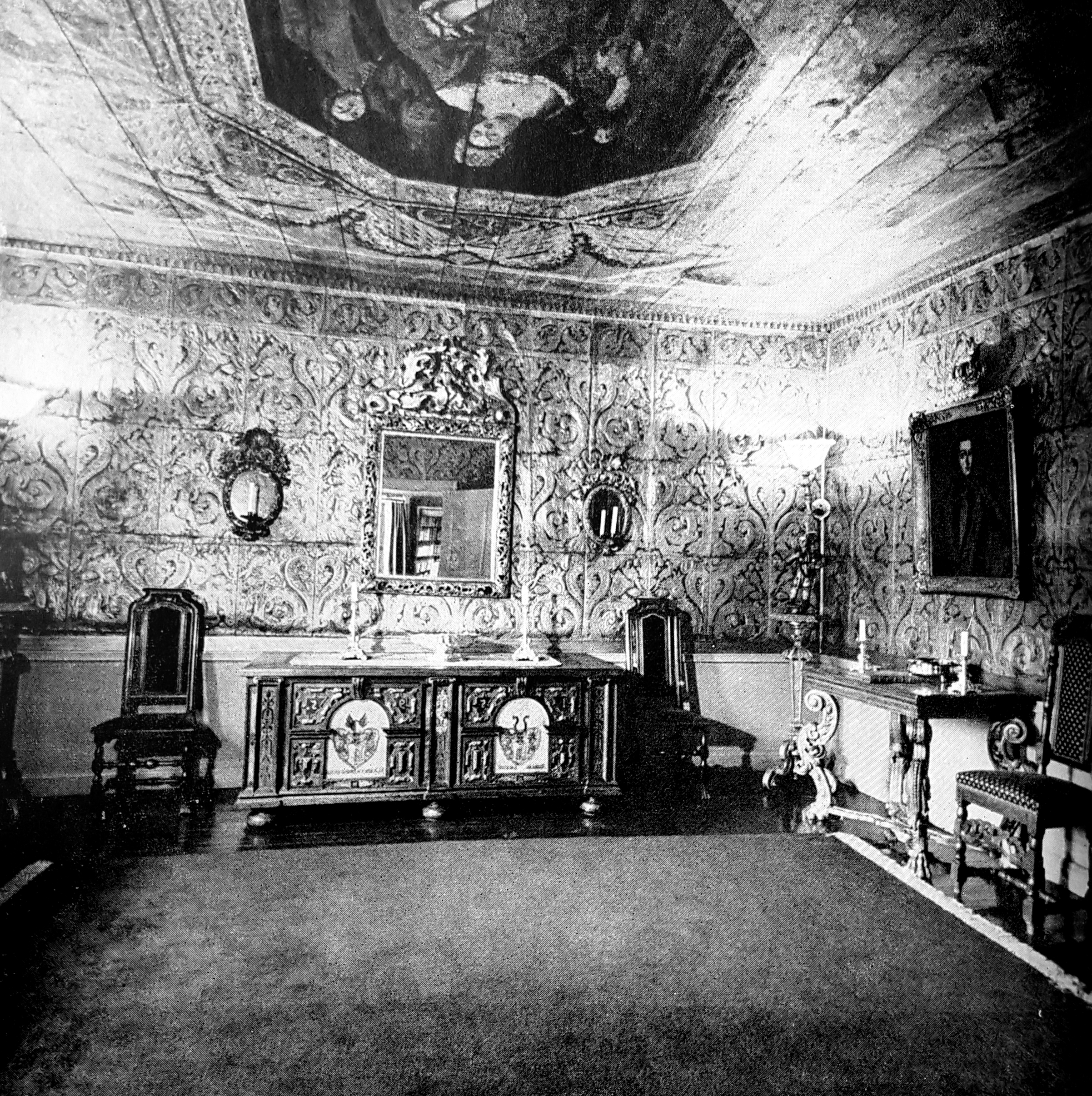
Kungskammaren, det rum där Karl XII:s kista förvarades vid återtåget från Norge, väggarna i rummet är klätt med tapeter av läder.

Verksamheten utvidgades snabbt av Anders Boij och hans son Anton fram till sonens död 1710. Anton von Boij hade då bott i Stora Lassåna herrgård sedan den blev färdigbyggd omkring 1685. Senare ägare har varit medlemmar av släkterna Hoghusen, Rosenholm, Uggla och Wennerstedt, Cassel från Skottland, Reuterskiöld och Steuch. 1893 inköptes herrgården av Laxå bruks AB.
Många kungligheter har under århundraden gästat Stora Lassåna, Karl den XI vid ett antal tillfällen, någon gång även med sin son den blivande Karl XII. Kungskammaren var det rum där Karl XII förvarades vid återtåget från Norge, väggarna i rummet är klätt med tapeter av läder.
Herrgården står fortfarande kvar men den är utvändigt förändrad efter en ombyggnad i början av 1800-talet. Gårdsbilden med de fyra flyglarna är dock intakt. Under 1900-talet har flera restaureringar genomförts, där bland annat de unika takmålningarna har frilagts. Rumsindelningen är fortfarande karolinsk och bevarad sedan 1685. Utöver takmålningarna är även kungskammaren med sina gyllenlädertapeter unik. 
Under senare år har herrgården fått en ny infartsallé med nya ekonomibyggnader.
Stora Lassåna ägs sedan 2005 av Pär Jinnestrand och används som privatbostad för familjen. Där bedrivs i dag bland annat hästavel och andra verksamheter under samlingsnamnet St.L.